# Список слов'янських культур

## Список сучасних культурслов'янської Європи

### Східні слов'яни
- Білоруська культура
- Російська культура
  - Культура поморів
- Українська (Руська) культура
  - Культура бойків
  - Культура лемків
  - Культура гуцулів

### Західні слов'яни
- Кашубська культура
- Лужицька культура
- Лужичанська культура
- Полабська культура
- Польська культура
- Сілезька культура
- Словацька культура
- Чеська культура

### Південні слов'яни
- Болгарська культура
- Боснійська культура
- Македонська культура (слов'янська)
- Сербська культура
- Словенська культура
- Хорватська культура

## Список археологічних слов'янських культур
- Зарубинецька культура
- Київська культура
- Пеньківська культура
- Празька культура
- Корчацька культура
- Колочинська культура
- Волинцівська культура
- Роменська культура
- Лука-райковецька культура